# Фёдоровское сельское поселение (Тверская область)
Фёдоровское се́льское поселе́ние — муниципальное образование в составе Кимрского района Тверской области России.

На территории поселения находятся 19 населенных пунктов. Центр поселения — деревня Фёдоровка.

Образовано в 2005 году, включило в себя территорию Фёдоровского и часть территории Шутовского сельских округов.

## Географические данные
- Общая площадь: 188,7 км².
- Нахождение: юго-западная часть Кимрского района.
- Граничит:
  - на севере — с Ильинским СП и Центральным СП,
  - на востоке — с городским округом город Кимры,
  - на юго-востоке — с Титовским СП (по Угличскому водохранилищу на Волге),
  - на юге — с Московской областью, городским округом Дубна,
  - на западе — с Конаковским районом (по Иваньковскому водохранилищу).

Поселение пересекает автодорога «Дубна — Кимры — Горицы».

## Население
| 2005 | 2010 | 2011 | 2012 | 2013 | 2014 | 2015 |
| ---- | ---- | ---- | ---- | ---- | ---- | ---- |
| 712  | ↘636 | ↘633 | ↗650 | ↗673 | →673 | ↘660 |
| 2016 | 2017 | 2018 | 2019 | 2020 | 2021 |      |
| ↘659 | ↗681 | ↗682 | ↘658 | ↘643 | ↗690 |      |

## Населенные пункты
На территории поселения находятся следующие населённые пункты:
| №  | Тип нп | Название                   | Население (2008 год) |
| -- | ------ | -------------------------- | -------------------- |
| 1  | дер.   | Акулово                    | 4                    |
| 2  | дер.   | Богунино                   | 63                   |
| 3  | дер.   | Губин Угол                 | 64                   |
| 4  | дер.   | Демидовка                  | 3                    |
| 5  | дер.   | Емельяновка                | 0                    |
| 6  | дер.   | Игнатово                   | 9                    |
| 7  | дер.   | Калинино                   | 11                   |
| 8  | дер.   | Крева                      | 89                   |
| 9  | дер.   | Ларцево                    | 11                   |
| 10 | хутор  | Омутня                     | 0                    |
| 11 | дер.   | Пекуново                   | 10                   |
| 12 | н.п.   | Пионерский Лагерь «Дружба» | 0                    |
| 13 | пос.   | Подберезовское Лесничество | 18                   |
| 14 | дер.   | Святье                     | 101                  |
| 15 | дер.   | Слободище                  | 8                    |
| 16 | дер.   | Соболево                   | 13                   |
| 17 | дер.   | Топорок                    | 3                    |
| 18 | дер.   | Ушаковка                   | 19                   |
| 19 | дер.   | Фёдоровка                  | 348                  |

На территории поселения находятся 8 садоводческих товариществ (в том числе «Чайка» и «Чайка-2»).

### Бывшие населенные пункты
При создании Иваньковского водохранилища (1936—1937 годы) затоплены (переселены) деревни: Крева (село), Меленки, Дмитровское (село), Варварино, Омутня (село), Поцеп, Горка, Бревново.

Деревня Подберезье в 1956 году передана в состав Московской области.

## История
В XI—XIV вв. территория поселения относилась к Владимиро-Суздальскому, затем к Тверскому княжеству. В XV веке присоединена к Великому княжеству Московскому и относилась тогда к Кашинскому уезду.
- После реформ Петра I территория поселения входила:[15]
  - в 1708—1727 гг. в Санкт-Петербургскую (Ингерманляндскую 1708—1710 гг.) губернию, Тверскую провинцию,
  - в 1727—1775 гг. в Новгородскую губернию, Тверскую провинцию,
  - в 1775—1796 гг. в Тверское наместничество, Корчевской уезд (с 1781),
  - в 1796—1803 гг. в Тверскую губернию, Тверской уезд,
  - в 1803—1922 гг. в Тверскую губернию, Корчевской уезд,
  - в 1922—1929 гг. в Тверскую губернию, Кимрский уезд,
  - в 1929—1935 гг. в Московскую область, Кимрский район,
  - в 1935—1990 гг. в Калининскую область, Кимрский район,
  - с 1990 в Тверскую область, Кимрский район.

В середине XIX — начале XX века деревни поселения относились к Ларцевской и Кимрской волостям Корчевского уезда.